# Ханинеєвка (Нижньогородська область)
Ханинеєвка (рос. Ханинеевка) — присілок в Гагинському районі Нижньогородської області Російської Федерації.
Населення становить 4 особи. Входить до складу муніципального утворення Покровська сільрада.

## Історія
Від 2009 року входить до складу муніципального утворення Покровська сільрада.

## Населення
| 2002 | 2010 |
| ---- | ---- |
| 31   | ↘4   |